# 織本道三郎
織本 道三郎（おりもと みちさぶろう、1895年 - 1974年）は、日本の構造家・構造設計技術者・発明家・全国建築士事務所連合会（現：日本建築士事務所協会連合会）初代会長・織本建築設計計算事務所創立者。織本匠は義子。

## 来歴
栃木県南河内町(現宇都宮市)に生まれる。
1916年に、東京高等工業学校（現・東京工業大学）建築科を卒業し、鉄道省に入省した。
1923年に織本建築設計計算事務所（現・織本総合建築設計）を下根岸に開設した。日本で最初の建築構造体の設計監理を業務とする建築事務所といわれる
1952年に鉄骨大張間の特殊組方・木造接手の改良およびその他の発表考案により藍綬褒章を受章。
1962年に全国建築士事務所連合会初代会長に就任した。
1965年には建築界の功績により勲四等旭日小綬賞を受章。
1974年に死去した。
1974年生前の功績により従五位を賜わった。

## 主な業績
- 1932年：巴鉄工所(現：巴コーポレーション)と共同でダイヤモンドトラスを開発[1]
- 1934年：建築用木材接合金具の発明(名称:O式ヂベル・クランプ)[特11774][5]
- 1958年：土木建築用鉄筋接合装置の発明[特公 昭33-10421][6]

## 著書
- 織本 道三郎『梁之計算及図表』東京丸善、1927年。
- 織本 道三郎『発明家織本道三郎』「発明家織本道三郎」刊行会、1956年。